# Ceratosticha
Ceratosticha é um gênero de mariposa pertencente à família Acrolophidae.